# Nizozemska revolucija
Nizozemska revolucija, ponekad nazvana Holandski ustanak ili Osamdesetogodišnji rat je naziv za oružani sukob između Španije i njenih pobunjenih poseda u Nizozemlju, koji je trajao od 1568. do 1648. godine i završio stvaranjem nezavisnih Ujedinjenih Provincija Holandije, odnosno podelom nekadašnje Nizozemske na pretežno protestantsku Holandiju i pretežno katoličku Belgiju. Inače se ova borba smatra delom Tridesetogodišnjeg rata.
Povod za sukob je bilo širenje kalvinizma u Nizozemskoj, što je navelo španskog kralja da 1568. godine celokupno stanovništvo osudi na smrt. To predstavlja najopsežniji pravni akt takve vrste u istoriji. Iako su Španci imali vojnu nadmoć, pobunjeni Holanđani su zahvaljujući svojim pomorskim veštinama i pomoći saveznika sa strane pružali uspešni otpor, te su ne samo ostvarili de facto nezavisnost, nego i za vreme rata Holandiju učinili najbogatijom i najnaprednijom zemljom Evrope, stvorivši liberalnu tradiciju koja se održala do današnjeg dana.

## Literatura
- The works of John Lothrop Motley (1814–1877) give an old but very detailed account of the Dutch republic in this time—John Lothrop Motley на сајту Пројекат Гутенберг (језик: енглески) (free E-texts)
- Geyl, Pieter (1932), The Revolt of the Netherlands, 1555–1609. Williams & Norgate, UK.
- Geyl, Pieter (1936), The Netherlands Divided, 1609–1648. Williams & Norgate, UK.
- Israel, Jonathan I (1998), The Dutch Republic. Its Rise, Greatness, and Fall 1477–1806, Clarendon Press, Oxford.  978-0-19-820734-4..
- Koenigsberger, H.G.. Monarchies, States Generals and Parliaments. The Netherlands in the fifteenth and sixteenth centuries, Cambridge U.P. 2001. ISBN 928-0-521-04437-0. paperback
- Parker, Geoffrey (1977), The Dutch revolt, Penguin books, London}-
- Brandon, Pepijn (2007). „International Socialism journal”. 116.
- Huizinga, Johan (1997). The Autumn of the Middle Ages (Dutch edition—Herfsttij der Middeleeuwen) (26th (1st—1919) изд.). Olympus. ISBN 978-90-254-1207-4.
- Kamen, Henry (2005). Spain, 1469-1714: a society of conflict (3rd изд.). Harlow, United Kingdom: Pearson Education. ISBN 978-0-582-78464-2.